# Qatar aux Jeux olympiques d'été de 2012
Le Qatar participe aux Jeux olympiques d'été de 2012 à Londres. Il s'agit de sa 8e participation aux Jeux olympiques d'été.
Avant ces Jeux, le Qatar était l'un des trois seuls pays (avec l'Arabie saoudite et le Brunei) à n'avoir jamais envoyé d'athlètes féminins aux Jeux olympiques. Pour les Jeux de 2012, le pays sélectionna quatre femmes dans sa délégation : la nageuse Nada Arkaji, la sprinteuse Noor Al-Malki,  Bahiya Al-Hamad en tir, et Aya Majdi en tennis de table. En outre, Bahiya al-Hamad serait la porte-drapeau de la délégation lors de la cérémonie d'ouverture,.

## Médaillés
| Médaille | Nom                | Sport      | Compétition            | Date       |
| -------- | ------------------ | ---------- | ---------------------- | ---------- |
| Argent   | Mutaz Essa Barshim | Athlétisme | Saut en hauteur hommes | 7 août     |
| Bronze   | Nasser Al-Attiyah  | Tir        | Skeet hommes           | 31 juillet |

## Tir
Hommes
| Athlète           | Compétition | Qualification | Qualification | Finale | Finale             |
| Athlète           | Compétition | Points        | Rang          | Points | Rang               |
| ----------------- | ----------- | ------------- | ------------- | ------ | ------------------ |
| Rashid Al-Thaba   | Trap        | 121           | 10e           |        |                    |
| Nasser Al-Attiyah | Skeet       | 121           | 4e            | 144    | Médaille de bronze |

Femmes
| Athlète         | Compétition                         | Qualification | Qualification | Finale | Finale |
| Athlète         | Compétition                         | Points        | Rang          | Points | Rang   |
| --------------- | ----------------------------------- | ------------- | ------------- | ------ | ------ |
| Bahiya Al-Hamad | Carabine à 10 m air comprimé femmes | 395           | 17e           |        |        |